# Ugena
Ugena ist ein Ort und eine zentralspanische Gemeinde (municipio) mit 5.802 Einwohnern (Stand: 2024) in der Provinz Toledo im Norden der Autonomen Gemeinschaft Kastilien-La Mancha. 

## Lage und Klima
Ugena liegt etwa 35 km (Fahrtstrecke) südsüdwestlich von Madrid und etwa 40 km nordnordöstlich von Toledo in der historischen Provinz La Mancha in einer Höhe von ca. 655 m. Das Klima im Winter ist rau, im Sommer dagegen trocken und warm; der spärliche Regen (ca. 410 mm/Jahr) fällt überwiegend in den Wintermonaten.

## Bevölkerungsentwicklung
| Jahr      | 1970 | 1981 | 1991 | 2001 | 2011 | 2021 |
| Einwohner | 414  | 386  | 463  | 1945 | 5248 | 5626 |

Trotz der zunehmenden Mechanisierung der Landwirtschaft und der Aufgabe bäuerlicher Kleinbetriebe ist die Bevölkerung – hauptsächlich durch Zuwanderung – seit den 2000er Jahren deutlich angestiegen.

## Sehenswürdigkeiten
- Kapuzinerkonvent
- Johannes-der-Täufer-Kirche (Iglesia de San Juan Bautista)
- Marienkapelle (Ermita de Nuestra Señora de Portería)
- Ruine der Kirche von Torejoncillo (Iglesia de Torrejoncillo de los Higos)

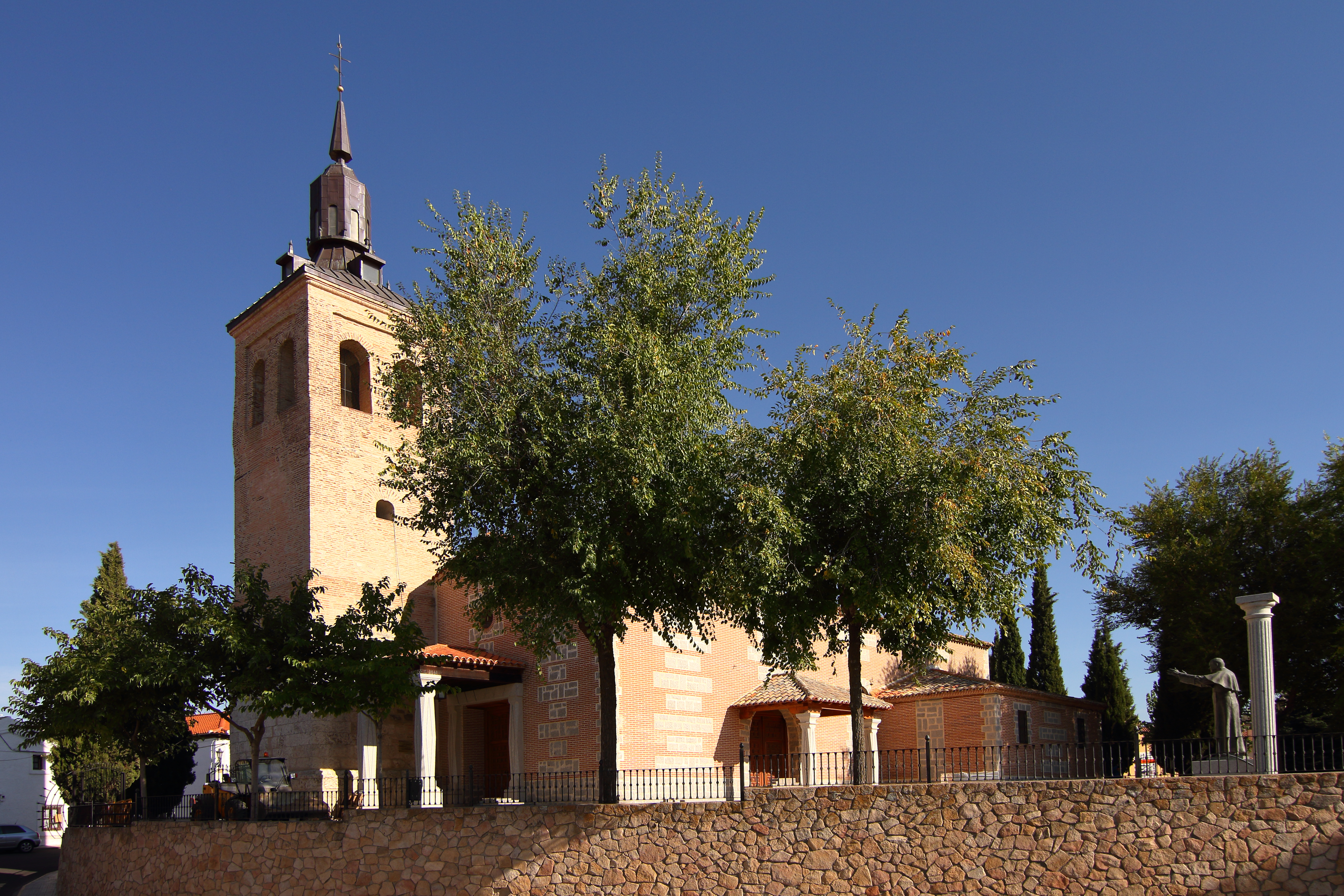
Johannes-der-Täufer-Kirche
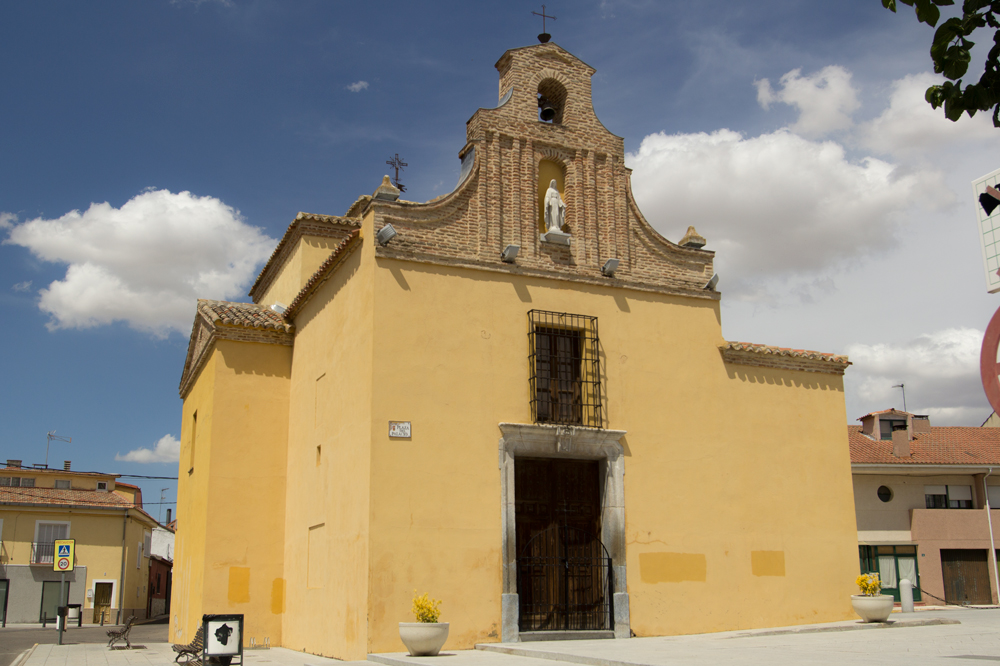
Marienkapelle
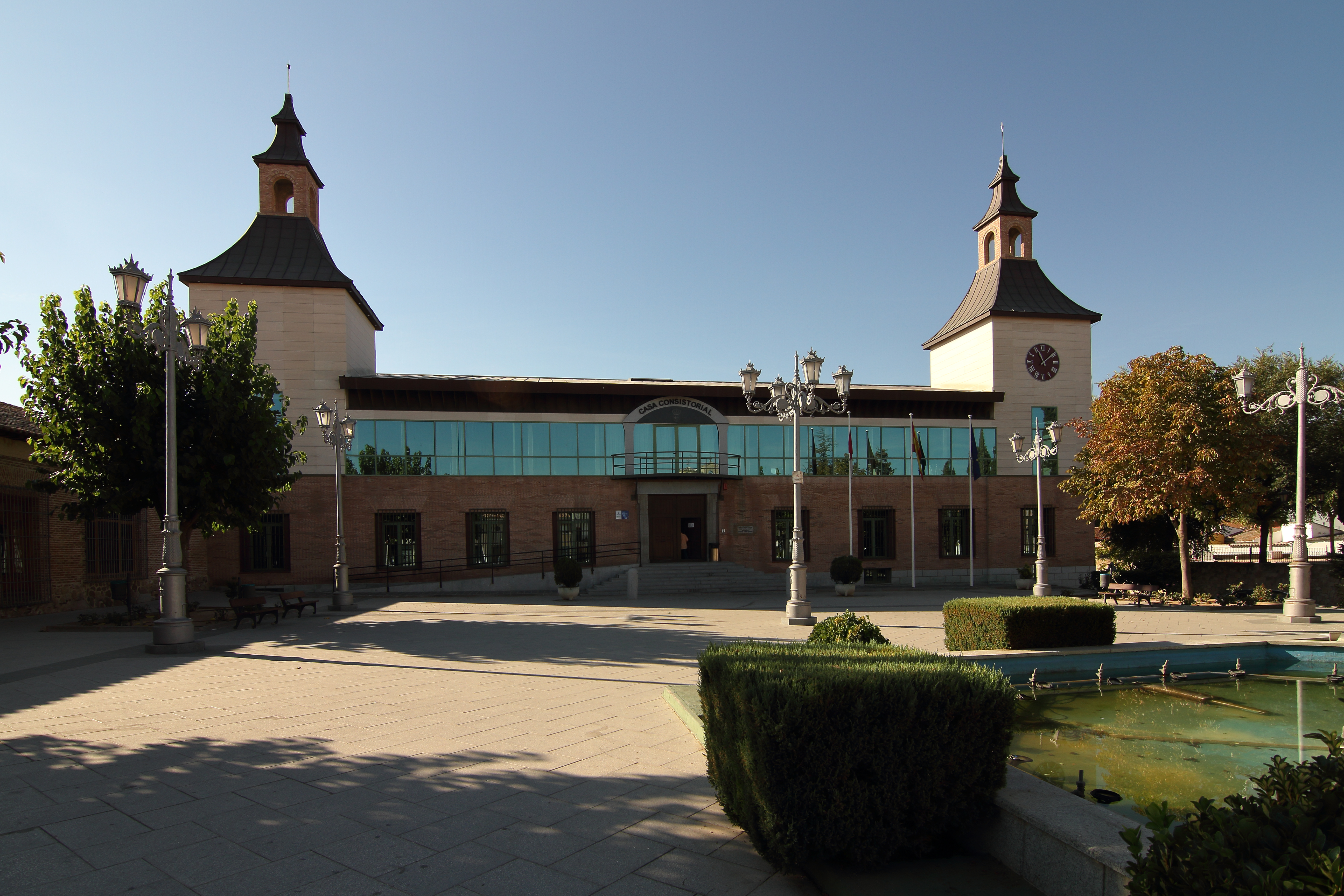
Rathaus
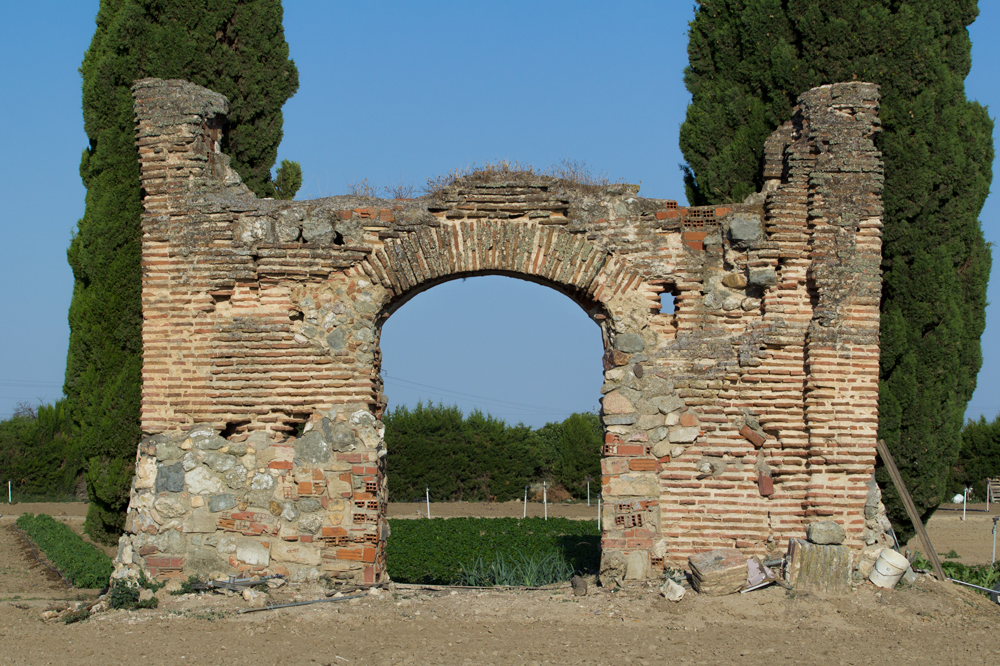
Kirchruine von Torejoncillo